# Schuettea
Schuettea – rodzaj ryb z rodziny monodaktylowatych.

## Klasyfikacja
Gatunki zaliczane do tego rodzaju:
- Schuettea scalaripinnis
- Schuettea woodwardi